# Kościół Najświętszej Maryi Panny Szkaplerznej w Dąbrowie Tarnowskiej
Kościół Najświętszej Maryi Panny Szkaplerznej – rzymskokatolicki kościół parafialny należący do dekanatu Dąbrowa Tarnowska diecezji tarnowskiej.
Budynek wzniesiono w latach 1948-65 według projektu architekta Zbigniewa Wzorka, pracami budowlanymi kierował majster Piotr Marek. Budowla została konsekrowana w 1965 roku przez biskupa tarnowskiego Jerzego Ablewicza.
Reprezentuje styl architektoniczny przedwojennego klasycyzmu i modernizmu, nawiązując do włoskiej Villi Rotonda Andrei Palladio. Świątynię wybudowano z cegły i żelbetu na planie krzyża greckiego, nakrytego w centralnej części kopułą. Ramiona krzyża zamknięte są ścianami prostymi poprzedzonymi monumentalnymi portykami ośmiokolumnowymi, oprócz ramienia północnego, które jest poprzedzone portykiem czterokolumnowym. Gładkie ściany świątyni posiadają wysmukłe, zamknięte półkoliście okna. Elewacje są zwieńczone wydatnym obiegającym gzymsem poważnie wystającym nad lico muru. Świątynia jest nakryta dachami dwuspadowymi. Na osi jest umieszczona spłaszczona kopuła posadowiona na wysokim tamburze posiadającym prostokątne okna, całość jest zwieńczona iglicą. Wewnątrz znajduje się szeroka nawa główna, która ujmują z lewej i prawej strony węższe nawy boczne, z przodu jest poprzedzona płytkim przedsionkiem. Prezbiterium zamknięte jest półkoliście, za nim znajdują się pomieszczenia zakrystii. Ściany przedzielone są pilastrami, nawy są oddzielone kolumnami. Sklepienia prezbiterium, południowej części nawy głównej oraz naw bocznych nakrywa strop żelbetowy z dekoracją kasetonową, podniebie kopuły jest również ozdobione kasetonami.